# Els Pirates Teatre
Els Pirates Teatre és una companyia independent de teatre eminentment musical.
Aplega un conjunt d’una quinzena d’intèrprets, músics i personal tècnic i de producció sota la direcció artística d'Adrià Aubert. Els seus muntatges s'alineen, principalment, a les files del teatre musical, ja sigui en les seves adaptacions de Shakespeare, amb una forta presència de música en directe (Les feres de Shakespeare, Somni d’una nit d’estiu) o aixecant musicals seguint la tradició de Broadway (Sing Song Swing). També han estrenat diverses peces de teatre infantil (Un viatge pel musical, Molly and the music minions), i han dut a escena diverses adaptacions de textos de Joan Brossa (El darrer triangle, Teatre de carrer). La temporada 2012-2013 van formar part del cicle «l’Aixopluc» al Teatre Lliure, on van estrenar l'espectacle de creació Isso nao e uma carambola. L’any 2013 van assumir la gestió de la sala de teatre Círcol Maldà, que van rebatejar com El Maldà, i on, des d’aleshores, han estrenat molts dels seus espectacles. En paral·lel a l'exhibició d’espectacles en sales comercials, Els Pirates Teatre també han dinamitzat Els Pastorets de Vallvidrera i han muntat diverses teatralitzacions d’itineraris literaris arreu del territori així com de gales i actes inaugurals.

## Història
El primer espectacle dels Pirates Teatre va ser una adaptació del muntatge d'Els pirates de Dagoll Dagom. Aquest fet és prou simbòlic; de la reputada companyia n’han adoptat la predilecció pel teatre musical i per les creacions i adaptacions destinades al gran públic. La companyia ha destacat per les seves versions fresques i plenes de comicitat d’algunes de les comèdies de Shakespeare, per l’ús de la música en directe i per persistir en el gènere musical des de l'escena independent, fet gairebé inèdit en el circuit català.

## Produccions
- Els pirates, de W.S. Gilbert i A. Sullivan adaptada per Xavier Bru de Sala. Direcció d’Adrià Aubert i Jofre Bellés. Mostra de teatre emergent Sarrià-Sant Gervasi, Barcelona. Novembre 2001.
- L’alegria que passa, de Santiago Rusiñol. Direcció de Llorenç González. Sala Luz de Gas, Barcelona. Novembre 2003.
- Polítics compromesos, de Jordi Aparici, Adrià Aubert, Maria Canelles, Llorenç González, Sergi Rodon. Direcció d’Adrià Aubert. Sala Luz de Gas, Barcelona. 2003.
- Teatre de carrer, de Joan Brossa. Direcció d’Adrià Aubert. Sala Luz de Gas, Barcelona. 2005.
- L’armari, de Yukio Mishima. Direcció d’Adrià Aubert. Círcol Maldà, Barcelona. 2008.
- Comedy Tonight, creació d’Els Pirates. Direcció d’Adrià Aubert. Cafè-Teatre el Llantiol, Barcelona. 2010.
- La corda fluixa, creació de Laura Aubert i Queralt Cassayas a partir de textos de diversos autors. Direcció d’Adrià Aubert. Círcol Maldà, Barcelona. Juny 2010.
- Ulisses, una odissea musical, de Francesc Hernández i Llorenç González. Direcció d’Adrià Aubert i Cristina Cordero. Jove Teatre Regina, Barcelona. 2011.
- El darrer triangle, de Joan Brossa. Direcció d’Adrià Aubert. La Seca-Espai Brossa, Barcelona. 2011.
- Un viatge pel musical, d’Adrià Aubert i Llorenç González. Direcció d’Adrià Aubert. IES Milà i Fontanals, Barcelona. 2011.
- Sing song swing, direcció i dramatúrgia d’Adrià Aubert. Círcol Maldà, Barcelona. 2012.
- Isso nao e uma carambola, de Laura Aubert i Els Pirates. Direcció d’Adrià Aubert i Arnau Cot. Teatre Lliure, Barcelona. Novembre 2012.
- Molly and the music minions, de Lawrence Stanley. Direcció d’Els Pirates. Centre Cívic El Sortidor, Barcelona. Juny 2013.
- Les golfes del Maldà, d’Els Pirates i David Verdaguer. Direcció d’Adrià Aubert. Círcol Maldà, Barcelona. Juliol 2013.
- Roba estesa, direcció i dramatúrgia de Núria Cuyás i Adrià Aubert. El Maldà, Barcelona. 2014.
- Nit de reis (o el que vulgueu), de William Shakespeare. Direcció i dramatúrgia d’Adrià Aubert. El Maldà, Barcelona. Desembre 2014.[2]
- Ronda naval sota la boira, dramatúrgia de Maria Canelles i Adrià Aubert del text de Pere Calders. Direcció d’Adrià Aubert. El Maldà, Barcelona. Gener 2016.
- El balneari. Trilogia, d’Anna Maria Ricart, Ariadna Pastor, Xavi Morató i Adrià Aubert. Direcció d’Adrià Aubert. El Maldà, Barcelona. Juliol 2016.
- Somni d’una nit d’estiu, de William Shakespeare. Direcció d’Adrià Aubert. La Seca-Espai Brossa. Maig 2017.
- Gran Fracaroli, de Joan Brossa. Direcció i dramatúrgia d’Adrià Aubert. El Maldà, Barcelona. Març 2018.[3]
- Les feres de Shakespeare, adaptació d'Ariadna Pastor a partir de L’amansiment de les feres de William Shakespeare. Direcció d’Adrià Aubert. Teatre Condal, Barcelona. Juny 2019.[1]